# 片山信子
片山 信子（かたやま のぶこ）は日本の図書館員、国会職員、大学教員。第27代国立国会図書館副館長。

## 来歴
京都府京都市生まれ。1980年京都市立紫野高等学校卒業。1985年東京大学経済学部を卒業した。
1986年に国立国会図書館へ入館し、関西館長、利用者サービス部長、総務部長などを経て、2022年1月1日副館長に就任した（2023年12月31日まで）。
2024年時点では、立教大学図書館司書コース兼任講師も務める。